# Rānui Ngārimu

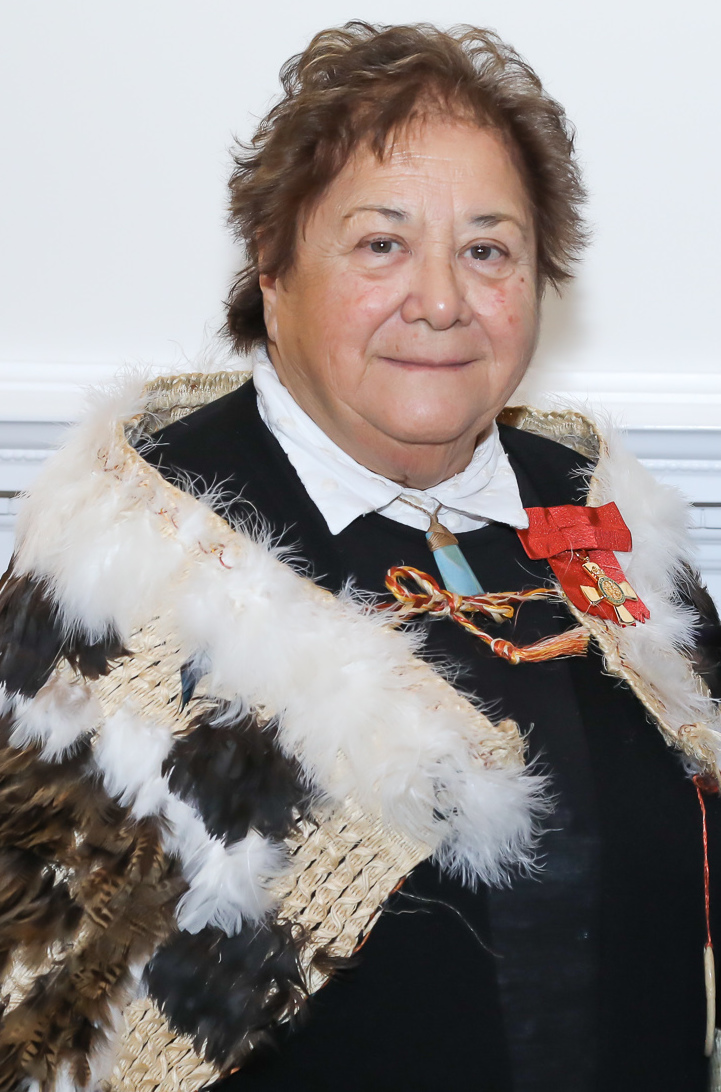
Foto, 2020

Rānui Ngārimu 2020 ONZM (née Phillips, Christchurch, 1946) es una tejedora artista textil neoelandesa maorí. Se afilia a los iwis Ngāi Tahu y Ngāti Mutunga.

## Biografía
Nació en Christchurch y sus padres se llamaban Annie Harding y Richard Philips. Al casarse, se mudó al West Coast donde vivió 26 años en Otira y trabajó como cuidadora y auxiliar de profesorado en el colegio de este pueblo.
Entre sus obras destaca la capa neozelandesa de los Juegos Olímpicos de 2004. En ellas, a veces emplea plumas de aves del país como el kiwi o se inspira en patrones como el del árbol helecho plateado.
Ha contribuido a iniciativas educativas y con su hermana Miriama Evans coescribió The Art of Maori Weaving: The Eternal Thread (2006). Además también ha publicado en diversas revistas.
Tuvo cinco hijos con su esposo Harold Carr "Judge" Ngārimu, fallecido en 1997.